# Hardcore Holly
Robert William "Bob" Howard (29 ianuarie din 1963) este un wrestler profesionist american, mai cunoscut sub numele de Hardcore Holly. Holly este cunoscut pentru munca sa în World Wrestling Entertainment, unde a stat timp de 15 ani. În realizările sale se numără șase centuri ca Campion Hardcore, trei centuri Campion Mondial în Perechi și o centură ca Campion Mondial în Perechi din NWA.

## Campionate și realizări
- World Wrestling Entertainment

- NWA World Tag Team Championship (1 dată) - cu Bodacious Bart
- World Tag Team Championship (de 3 ori) - cu 1-2-3 Kid (1), Crash Holly (1) și Cody Rhodes (1)
- WWE Hardcore Championship (de 6 ori)

- World Wrestling Organization

- WWO Tag Team Championship (1 dată) - cu Ron Starr
- WWO United States Championship (1 dată)

- Pro Wrestling Illustrated

- Situat pe #39 din PWI 500 din 2003